# Magny-lès-Aubigny
Magny-lès-Aubigny település Franciaországban, Côte-d’Or megyében. Lakosainak száma 220 fő (2022. január 1.). Magny-lès-Aubigny Aubigny-en-Plaine, Charrey-sur-Saône, Saint-Nicolas-lès-Cîteaux, Brazey-en-Plaine és Esbarres községekkel határos.

## Népesség
A település népességének változása:
| Lakosok száma | 163  | 159  | 195  | 201  | 199  | 207  | 207  | 211  | 218  | 220  |
|               | 1968 | 1982 | 1999 | 2006 | 2011 | 2015 | 2017 | 2018 | 2020 | 2022 |